# Англоамериканская музыка
Англоамериканская музыка - музыка англо-американцев. Английская культура оказала значительное влияние на формирование американской народной музыки. Поскольку тринадцать первоначальных колоний находились под властью Англии, культурные традиции метрополии естественным образом проникали в их повседневную жизнь, оставляя глубокий след в музыкальном наследии будущих Соединённых Штатов.

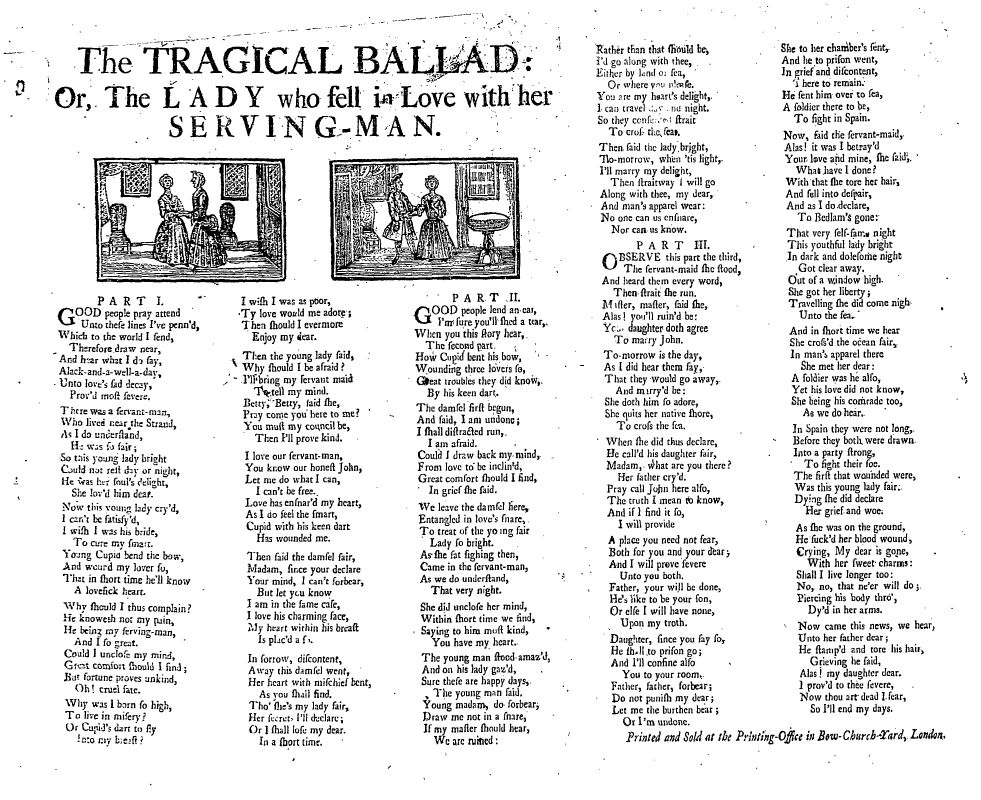
Листовка (музыка) восемнадцатого века

Во многих американских народных песнях использовалась музыка традиционных английских напевов, но с новым лирическим содержанием, зачастую в форме пародии на оригинальные произведения. Такие переработки отражали дух новой земли и переосмысливали знакомые мотивы в свете американской действительности. В отличие от английских песен, англоамериканские композиции характеризуются меньшим использованием пентатоники, менее выраженным аккомпанементом с более тяжёлым бурдоном и преобладанием мажорных мелодий.
Англоамериканская традиционная музыка, начиная с колониального периода, охватывает широкий спектр жанров — от листовочных баллад и юмористических рассказов до народных песен о шахтёрских катастрофах, кораблекрушениях (особенно в прибрежных районах Новой Англии) и громких преступлениях.
Во многих песнях прославляются фольклорные герои американского народа, такие как Джо Магарак, Джон Генри и Джесси Джеймс. 
Народные танцы английского происхождения, включая сквэр-данс и кадриль, получили развитие с учётом американских нововведений. Морские песни-шанти также составляют важную часть англоамериканского музыкального наследия.